# Rhynchospora cubensis
Rhynchospora cubensis är en halvgräsart som beskrevs av Achille Richard. Rhynchospora cubensis ingår i släktet småag, och familjen halvgräs. Inga underarter finns listade i Catalogue of Life.